# Antireligion
Antireligion är motsättningen av religion (organiserad trosuppfattning) i alla former. Begreppet har använts för att beskriva motstånd mot organiserad religion, religiösa metoder eller religiösa institutioner. Denna term har också använts för att beskriva motstånd mot specifika former av övernaturlig tillbedjan eller övning, oavsett om det är organiserat eller ej. Motstånd mot religionen går också bortom det misotheistiska spektret. Som sådan skiljer sig antireligion från gudomspecifika positioner som ateism (bristen på tro på gudar) och antiteism (ett motstånd mot tro på gudar); även om "antireligionister" också kan vara ateister eller antiteister.

## Kända antireligiösa människor
Filosofer
- Shin'ichi Hisamatsu (1889–1980), japansk filosof och vetenskapsman som avvisade teismen och hävdade att Gud eller Buddha, som objektiva varelser, bara är illusioner.
- Lucretius (99 f.Kr.–55 f.Kr.)
- Thomas Paine (1737–1809), engelsk-amerikansk författare och deist som skrev kritiskt om religion i The Age of Reason (1793–1794): "Alla kyrkliga nationella institutioner, vare sig judiska, kristna eller turkiska [dvs. muslimska], verkar inte för mig vara annat än mänskliga uppfinningar som är uppbyggda för att skrämma och förslava mänskligheten och monopolisera makt och vinst".
- Karl Marx (1818–1883), tysk filosof, socialvetenskapsman, socialist. Han är välkänd för sina antireligiösa synpunkter. Han sade att religion var "människans opium. Avskaffandet av religion som folkets illusoriska lycka är efterfrågan på deras riktiga lycka."[4]
- Friedrich Nietzsche (1844–1900), tysk filosof, kulturkritiker, poet, kompositör och latin och grekisk forskare. Han skrev flera kritiska texter om religion, moral, samtida kultur, filosofi och vetenskap, som visar en förkärlek för metafor och ironi.
- John Dewey (1859–1952), en amerikansk pragmatisk filosof, som trodde att varken religion eller metafysik skulle kunna ge legitima moraliska eller sociala värderingar, även om vetenskaplig empirism kunde (se vetenskapen om moral).[5]
- Bertrand Russell (1872–1970), engelsk logiker och filosof som trodde att autentisk filosofi bara kunde förföras med tanke på en ateistisk grund av "oföränderlig förtvivlan". År 1948 debatterade han berömd jesuitpresten och den filosofiska historikern Fader Frederick Copleston om Guds existens.[6]
- Ayn Rand (1905–1982), rysk-amerikansk romanförfattare och filosof, grundare av objektivism.
- Madalyn Murray O'Hair (1919–1995), amerikanska ateistaktivist, grundare av en amerikansk ateistorganisation.
- Richard Dawkins (född 1941), engelsk biolog, en av de "fyra ryttarna" av den nya ateismen. Han skrev The God Delusion, som kritiserar tro på den gudomliga, 2006.[7]
- Christopher Hitchens (1949–2011), engelsk-amerikansk författare och journalist, en av de "fyra ryttarna" av den nya ateismen. Han skrev Gud är inte stor : hur religion förgiftar allt år 2007.[8]
- Steven Pinker (född 1954), kanadensisk-amerikansk kognitiv forskare som tror att religion uppmuntrar till våld.[9]

Politiker
- Prince Ito Hirobumi (1841–1909) Japansk premiärminister fyra gånger
- Johann Most (1846–1906), tysk anarkist, som skrev Die Gottespest
- Vladimir Lenin (1870–1924), sovjetisk ledare från 1917 till 1924, som, precis som de flesta marxister, trodde att alla religioner skulle vara "de borgerliga reaktionernas organ, som används för att skydda exploatering och arbetarklassens förvirring".[10]
- Joseph Stalin (1878–1953), en ledare för Sovjetunionen från 1922 till 1953, som aktivt förföljde religioner.
- Nikita Khrusjtjov (1894–1971), sovjetisk ledare 1953–1964, som bland annat initierade[11][12] den sovjetiska anti-religiösa kampanjen 1958–1964.
- Periyar EV Ramasamy (1879–1973), tamilpolitiker, mellan 1938 och 1973, som propagerade principerna om rationalism, självrespekt, kvinnors rättigheter och utrotning av kast i södra Indien.
- Mao Zedong (1893–1976), kinesisk, kommunistisk ledare.
- Enver Hoxha (1908–1985), albansk kommunistledare mellan 1944 och 1985 som förbjöd religion i Albanien.
- Pol Pot (1925–1998), var en kambodjansk politiker och revolutionär som ledde Khmer Rouge, som förbjöd religion i Kambodja.

Övriga
- Haruki Murakami, japanska romanförfattare som skrev: "Gud existerar bara i människors sinnen. Guds har alltid varit ett slags flexibelt koncept, särskilt i Japan. Titta på vad som hände med kriget. Douglas MacArthur beordrade den gudomliga kejsaren att sluta vara en Gud, och han gjorde ett tal och sade att han bara var en vanlig person."
- Bill Maher, som skrev och starred i Religulous, en 2008-dokumentär kritiserande och hånande religion.
- Marcus Brigstocke, brittisk komiker.
- James Randi, tidigare trollkarl, professionell "debunker" av psykiker, outspoken ateist och grundare av James Randi Educational Foundation.
- Philip Roth, nutida judisk-amerikansk romanförfattare. "Jag är anti-religiös. … Det är bara en stor lögn. … Jag har så stor motvilja mot det olyckliga religionsrekordet." The Guardian, 2005-12-14 The Guardian.
- Matt Dillahunty, värd för ateistupplevelsen och före detta president för ateistgemenskapen i Austin, deltar i debatter med apologer.